# Lphant
Lphant — был бесплатный кроссплатформенный файлообменный клиент сетей ed2k и Bittorrent.
Имелась возможность поиска файлов в сетях ed2k и Bittorrent. Результаты поиска по сети ed2k можно было сортировать по типу (изображения, видео, музыка и т. д.) и по размеру.
Был написан на языке C# для платформ .NET (ОС Microsoft Windows) и Mono (Mac OS, Linux и BSD).
Содержал spyware «WhenU».
Поддерживал технологию Webcache.
Поддерживал смену оболочек.
Последняя «настоящая» версия Lphant 3.51 final вышла 15 апреля 2008 года.
В марте 2009 года, программу купила компания Discordia Ltd. Новая программа («v4») уже не работает с ed2k и Bittorrent. 